# Île de Shamian
L'île de Shamian (chinois simplifié : 沙面岛 ; chinois traditionnel : 沙面島 ; pinyin : shāmiàn dǎo, anciennement connue en français sous le nom de Chamine et en anglais sous celui de Shameen) est une île fluviale de 24 km2 située sur la rivière des Perles, dans le centre-ouest de la ville chinoise de  Canton. Elle fut entre le milieu du XIXe siècle et celui du XXe siècle une concession franco-britannique.

## Histoire

### Concession franco-britannique

Carte des concessions britanniques et françaises en 1920.

À la fin de la seconde guerre de l'opium, à la suite de la convention de Pékin du 18 octobre 1860, le port de l'île est ouvert au commerce étranger et les autorités de Canton doivent s'assurer de la fin de la construction de l'usine britannique.
L'île est une concession étrangère à 4/5e britannique de 1861 à 1942 et 1/5e française de 1861 à 1943. À la suite du traité de Tianjin de 1858, le pouvoir impérial chinois accepte de louer l'île au Royaume-Uni et à la France, qui se repartissent la superficie (respectivement 44 et 11 acres) proportionnellement à leur contribution financière (4/5 contre 1/5). Les deux puissances divisent ensuite l’île en 12 lots qu’ils sous-louent à d'autres états dont les États-unis, l'Allemagne, le Japon, la Suisse, la Finlande, la Norvège, le Danemark, les Pays-Bas et le Portugal. 19 consulats et plusieurs entreprises s'y établissent dont pour la France la banque d’Indochine et les Missions étrangères de Paris,. En 1892, ces dernières y construisent la chapelle Notre-Dame-de-Lourdes de Canton.
Après la fin de la Première Guerre mondiale, les bâtiments allemands de la concession britannique sont cédés à la couronne britannique au traité de Versailles du 28 juin 1919.

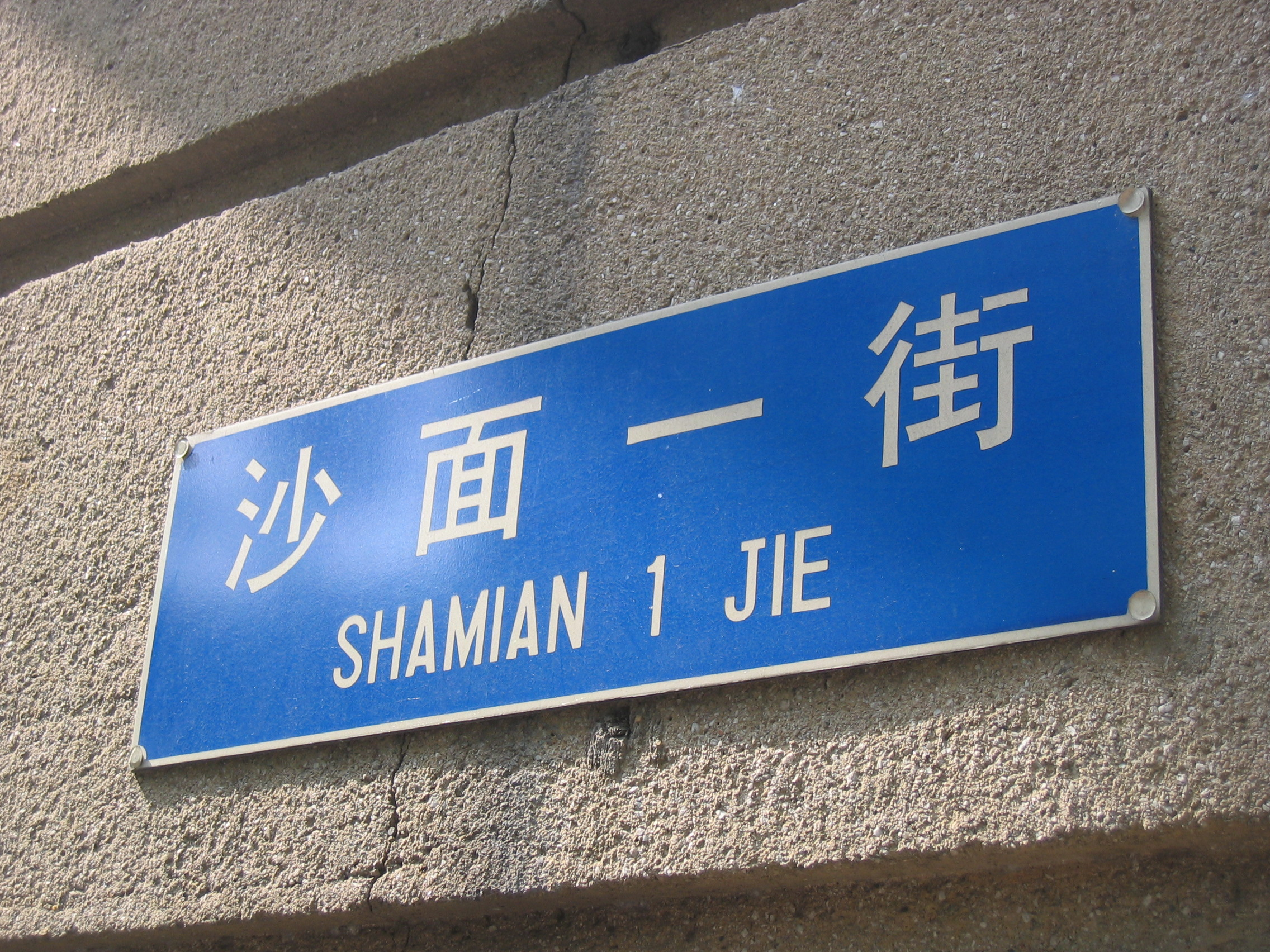
Sur l'île, panneau de la « Rue n°1 de Shamian ».

Elle a gardé son architecture occidentale. C'est aujourd'hui un endroit calme et aéré où l'on trouve des représentations diplomatiques, des administrations et des lieux de rencontre d'expatriés[réf. nécessaire].